# YOUR SELECTION
『YOUR SELECTION』（ユア・セレクション）は、中山美穂のベスト・アルバム。2001年3月7日にキングレコードより『YOUR SELECTION 1』、『YOUR SELECTION 2』、『YOUR SELECTION 3』、『YOUR SELECTION 4』4枚が同時発売された。

## 解説
- 2000年末にホームページ上でファンによる投票を行い、『1』はシングルA面、『2』はシングルのカップリング、『3』及び『4』はアルバム収録曲から上位10曲ずつ収録されている。収録順は順位に関係なく発表された年代順である。
- シングルA面曲の第1位は、1988年発売の「You're My Only Shinin' Star」であった。
- 各アルバムのラスト曲はCD EXTRA仕様による映像付。
- 本作のプロモーションで、テレビ東京系『MUSIX!』にコメント出演をした。

## 収録曲

### YOUR SELECTION 1
1. You're My Only Shinin' Star
2. 遠い街のどこかで…
3. 世界中の誰よりきっと
  - 中山美穂&WANDS名義
4. あなたになら…
5. ただ泣きたくなるの
6. Hurt to Heart〜痛みの行方〜
7. 未来へのプレゼント
  - 中山美穂 with MAYO名義
8. マーチカラー
9. LOVE CLOVER
10. A Place Under the Sun

### YOUR SELECTION 2
1. ハートのスイッチを押して
2. サンクチュアリ〜Sanctuary〜
3. Dream
4. 世界中の誰よりきっと <PART II>
  - 中山美穂&WANDS名義
5. Holiday
6. I LOVE YOU
7. Angel
8. Darlin'
9. empty pocket
10. noon moon

### YOUR SELECTION 3
1. By-By My Sea Breeze
2. 花瓶
3. Koiiro
4. 白い砂のラ・メール
5. Treasure
6. 真夜中のキッチンから
7. ふったりのphotograph
8. いたずらに まねしたり…
9. Title
10. ヨッシャ!
  - ライブ音源

### YOUR SELECTION 4
1. SWEET N' SOUR SOUP
2. Spiritual Kisses
3. It's More
4. The Eternities
5. 月のリング
6. 小さな太陽 -CARROT RED
7. SHINING FOR YOU
8. Baby Pink Moon
9. コワレタ ライム
10. Jasmine〜しあわせなこころ